# SFPA Poetry Contest
Der SFPA Poetry Contest (auch SFPA Speculative Poetry Contest) ist ein amerikanischer Literaturpreis, der seit 2006 von der Science Fiction & Fantasy Poetry Association (SFPA) für Lyrik und Prosagedichte aus den Bereichen Science-Fiction und Fantasy verliehen wird.
Ausgezeichnet werden unpublizierte Arbeiten in den drei Kategorien:
- Dwarf (Kürzestform): 1 bis 10 Verse bzw. 0 bis 100 Worte
- Short (Kurzform): 11 bis 49 Verse bzw. 101 bis 499 Worte
- Long (Langform): 50 und mehr Verse bzw. 500 und mehr Worte

In jeder Kategorie werden drei Preise vergeben, die mit 100 US-$ für den ersten, 50 US-$ für den zweiten und 25 US-$ für den dritten Platz dotiert sind. Außerdem werden die ausgezeichneten Werke auf der Website der SFPA veröffentlicht.
Die Vergabe des Preises erfolgt durch einen jährlich wechselnden Preisrichter. Am Wettbewerb beteiligen kann sich jedermann durch Einsendung einer beliebigen Zahl von Gedichten, wobei pro Gedicht eine Gebühr von 2 US-$ erhoben wird.

## Liste der Preisträger
2019
- Dwarf Form:
  1. Angela Yuriko Smith: Dark Matters
  2. Frances Kai-Hwa: Poet in my basement
  3. Alan Vincent Michaels: Seeds
- Short Form:
  1. Holly Lyn Walrath: The Fox and the Forest
  2. M. C. Childs: An Elephant in Ophir, Colorado. Pop. 114, 9695' above sea level, c. 1930.
  3. Jeff Crandall: The Night Witch Dreams of Flight
- Long Form:
  1. Holly Lyn Walrath: The Mining Town
  2. Kate Felix: Your Brain Awakens in a Jar
  3. Christine Tyler: The 100-Meter Dash of Florence Vanderschmidt

2018
- Dwarf Form:
  1. Jerri Hardesty: Walkers 1
  2. Sandra J. Lindow: At Last
  3. Julie Bloss Kelsey: “in-laws at the door”
- Short Form:
  1. Meg Freer: tick more slowly
  2. M. C. Childs: Tin-Head Soliloquy
  3. Claire Bateman: Seeking Exemption Status?
- Long Form:
  1. Shannon Connor Winward: Magic Lessons
  2. Sandra J. Lindow: Om Economics
  3. Frank Coffman: Ars Timore (a Wreath of Sonnets)

2017
- Dwarf Form:
  1. Kanika Agrawal: flight
  2. Adam Veal: Archivore
  3. Holly Walrath: Lace at the Throat
- Short Form:
  1. Jake Sheff: On First Looking Into the Sculpture of the Song “The World is Watching,” by Two Door Cinema Club
  2. Patricia Gomes: Rescue Mission
  3. B. Lynch Black: Schroedinger's Lover
- Long Form:
  1. Stewart C. Baker: The Fragmented Poet Files a Police Report
  2. Gary Lee Nihsen: Auto-Biography of a Trans-dimensional Extraterrestrial
  3. J. J. Steinfeld: Your Doppelgänger's Afterlife Dreams: A Theatre-of-the-Absurd Prayer/Poem

2016
- Dwarf Form:
  1. Shannon Connor Winward: Craving
  2. Robert Borski: Dragon Tongue Sushi
  3. Susan Burch
- Short Form:
  1. Timons Esaias: Regarding the Mastodons
  2. Stacey Balkun: Gretel at Menlo Mall, 1996
  3. Kathleen A. Lawrence: Even Happy Ghosts Can Be Scary When You’re 7
- Long Form:
  1. William Stobb: Elvis Triptych
  2. Shannon Connor Winward: Thirteen Ways to See a Ghost
  3. Wendy Rathbone: We Shall Meet in the Star-Spackled Ruins

2015
- Dwarf Form:
  1. F. J. Bergmann: Anomaly
  2. Melanie A. Rawls
  3. Greer Woodward: Crater Conundrum Pizza
- Short Form:
  1. Akua Lezli Hope: METIS EMITS
  2. Alexandra Erin: Phone Tree
  3. Peg Duthie: Some Who Wander Become Lost
- Long Form:
  1. F. J. Bergmann: Transference
  2. Richard Bruns: Arizona Rest Stop
  3. Martin Elster: The Comet Elm

2014
- Dwarf Form:
  1. Bruce Boston: Surreal Shopping List
  2. Margaret Rhee: Radio Heart: Trace
  3. Lola Lucas: Balancing the Scales
- Short Form:
  1. Margaret Rhee: Write, Robot
  2. Elizabeth R. McClellan: Common Language
  3. Marion Boyer: My Crows
- Long Form:
  1. William Stobb: Sorry, I Can’t Design Your Futuristic Bug Creature
  2. F. J. Bergmann: 100 Reasons to have Sex with an Alien
  3. Michele Tracy Berger: Grinding Disney #2

2013
- Dwarf Form:
  1. Jennifer Schomburg Kanke: The Spell No One Said at Her Birth
  2. Mary C. Rowin: A Butterfly in Costa Rica
  3. John C. Mannone: Dung Beetle
- Short Form:
  1. Megan Arkenberg: We Pay Our Fare in Apples Here
  2. Helen Patrice: The Martian’s Wife
  3. Megan Arkenberg: Wolf’s Four Questions
- Long Form:
  1. Robert Frazier: The Girl Who Tipped Through Time …
  2. Jenny Blackford: Hungry as Living Sorrow
  3. Bryant O’Hara: The Dyson Tree’s Promise

2012
- Dwarf Form:
  1. Steven Wittenberg Gordon: Lilith
  2. Noel Sloboda: Dinosaur Heart
- Short Form:
  1. Damien Cowger: Cold
  2. Cathy Bryant: Calculated
- Long Form:
  1. Darrell Lindsey: The Fugitive / Bryant O’Hara: The Music Is Always On / Jade Sylvan: Rocketman Pantoum
- Non-Member: Darrell Lindsey: The Fugitive

2011
Wettbewerb fand nicht statt
2010
1. Ishita Basu Mallik: Do Unicorns Dream of Electric Virgins?
2. Martin Elster: Astronomy in the Seventeenth Century
3. Jessica Rainey: Collision reCourse

2009
Wettbewerb fand nicht statt
2008
1. Marion E. Boyer: She Seemed So Quiet
2. Elizabeth Barrette: Artifacts of Intelligent Design
3. Frances Shi: And I Fly

2007
1. Elizabeth Barrette: One Ship Tall
2. Ann K. Schwader: Abandoned
3. Constance Cooper: The Cyburbs

2006
1. Malcolm Deeley: Morning, Europa
2. Ree Young: Office Complex, 13th Floor
3. Duane & Cathy Ackerson: Mice Over Fallen Mirrors